# مسجد فالح باشا الصغير
مسجد فالح باشا الصغير، وهو من مساجد العراق التاريخية الأثرية، ويقع في محلة السويج بسوق سيد سعيد في قضاء الناصرية في محافظة ذي قار، ولقد بني في عام 1286هـ/1869م، على نفقة والدة (فالح باشا السعدون)، ويعد المسجد من المساجد الصغيرة والقديمة في محلة السوق وهي أولى المحلات التي شملها البناء في بداية تأسيس المدينة، وتبلغ مساحتهُ الكلية حوالي 300م2، بينما تبلغ مساحة الحرم 100م2، ويتسع لأكثر من 150 مصل، ولا توجد فيه منارة ولا قبة، وبناؤه قديم من البواري والجندل والخشب والحصير والطين.
ولقد شيد في عهد الدولة العثمانية عندما كثر الصناع والعمال في محافظة ذي قار في الناصرية الذين أستجلبهم الوالي مدحت باشا لبناء المدينة وكان لابد لهم من مسجد يؤدون فيه الصلاة فبنت لهم السيدة أم فالح باشا السعدون مسجداً صغيراً على نفقتها الخاصة لتقام فيهِ الصلوات الخمس.
وبقي المسجد محافظا على طابعهِ التراثي الأثري القديم، ولم يتم تجديده أو هدمهِ لحد الآن، ولا زال مبنى الحرم مبني من الطابوق والطين ويرتفع سقفه بارتفاع ثلاثة أمتار، وتحيط بناؤه الشبابيك المصنوعة من مادة الخشب الجاوي، وفيهِ غرف بنيت بمادة الطين والحصير وإلى جانبها حديقة في وسطها نخلتان وشجرة سدر ومحلات للوضوء.
ومن أشهر الأئمة الذين شغلوا منصب الإمامة والخطابة فيهِ الشيخ رعد حمود عبد العزيز.